# Ekonomiåret 1990

## Händelser

### Januari
- 10 januari - Sveriges finansminister Kjell-Olof Feldt presenterar den svenska budgetpropositionen.[1]
- 31 januari - Den första McDonald's-restaurangen i Moskva öppnas.[1]

### Februari
- 14 februari - Sveriges riksbank höjer styrräntan med 3 procentenheter till 15,25 %.
- 23 februari - Svenska Volvo och franska Renault sluter samarbetsavtal, där båda företagen köper in sig i varandra som ägare och därmed kan dela på utvecklingskostnader och göra uppköp tillsammans.[1]

### Mars
- 1 mars
  - I Sverige skärper Svea hovrätt straffet för Refaat El-Sayed från fem till sex års fängelse.[1]
  - Sverige stiger till nya rekordnivåer. 95-oktanig bensin går upp med 34 öre per liter, och 98-oktanig med 38 öre per liter.[1]
- 20 mars - ABB redovisar en vinst för 1989 på nära sex miljarder svenska kronor, 65 % ökning jämfört med 1988.[1]
- 21 mars - I Budapest i Ungern invigs första IKEA-varuhuset i ett östeuropeiskt land.[1]

### April
- 26 april - Svenska skogsbolaget Stora AB köper västtyska industrigruppen Feldmühle Nobel AG för 14,4 miljarder SEK, vilket blir svensk industris största utlandsköp.[1]

### Maj
- 4 maj - Sveriges tidigare finansminister Kjell-Olof Feldt knyts som ekonomisk rådgivare till Volvokoncernen.[1]
- 8 maj - Ericssonkoncernen redovisar på sin bolagsstämma ett resultat på nästan 1,2 miljarder SEK för årets första kvartal, nästan fördubblat jämfört med samma period föregående år. Genom de senaste årens expansion har företaget 40 % av världsmarknaden för mobiltelefoner.[1]
- 18 maj - Västtyskland och Östtyskland skriver på ett avtal i Bonn om att göra tysk mark till gemensam valuta i båda staterna från 1 juli 1990.[1]
- 19 maj - Det svenska frimärket Tre skilling banco säljs på aktion i Zürich för 8,9 miljoner svenska kronor.[1]

### Juni
- 1 juni - Elektroniska handelssystemet SAX införs på Stockholms fondbörs, och ersätter de gamla utropen.[1]
- 6 juni - PKbanken och Nordbanken går samman under namnet "Nordbanken".[1]
- 29 juni - En OECD-rapport förutspår att inflationshotet och den strama ekonomiska politiken skall för industriländerna in i 1991.[1]

### Juli
- 1 juli - Tysk mark blir officiella valuta även i Östtyskland.[1]

### Augusti
- Augusti - Gulfkriget leder till kursfall på världens aktiebörser.[1]
- 14 augusti
  - I Sverige visar statistik att 73 000 personer (1,5 %) var utan arbete under första halvårsskiftet 1990 jämfört med 57 000 personer (1,2 %) vid samma period 1989.[1]
  - I Sverige visar statistik från SCB att inflationen under 1990 var 10,8 % på årsbasis, högsta siffran sedan 1981.[1]
- 23 augusti - Bensinpriset i Sverige passerar för första gången sju svenska kronor.[1]
- 29 augusti - OPEC beslutar på möte i Wien att öka produktionen av råolja, och täcka bristen som uppstått vid krisen runt Persiska viken.[1]
- 30 augusti - Kooperativa Förbundet uppges ha förvärvat Kapp-Ahl.[1]

### September
- 7 september – SE-bankens koncernchef Jacob Palmstierna frias av Stockholms tingsrätt från anklagelser om grovt skattebrott.[1]

### Oktober
- 15 oktober - Christer Zetterberg tillträder som VD för Volvo efter Pehr G. Gyllenhammar.[1]
- 18 oktober - Sveriges riksbank höjer styrräntan från 14 till 17 % för att minska valutautflödet.[1]

### November
- 22 november - Sveriges riksbank höjer styrräntan från 11 till 15 %.[1]

### December
- 7 december - Från reservförrådet i Berlin inleds transporter av livsmedel via organiserade hjälpsändningar till Sovjetunionen från flertalet västländer efter larmrapporter om akut livsmedelsbrist och direkt hungersnöd.[1]
- 11 december - SCA köper en aktiepost i konkurrenten Modo för 1,4 miljarder svenska kronor.[1]
- 20 december - Rune Barnéus lämnar sin post som VD för Nordbanken.[1]
- 31 december - Det samlade börsvärdet på Stockholms fondbörs uppgår till 552 miljarder svenska kronor, jämfört med 796 miljarder svenska kronor vid samma tidpunkt 1990. Aktiekurserna har fallit med 30 & under 1990, vilket är sämsta resultatet sedan tidigt 1930-tal.[1]

## Bildade företag
- 2 januari - iDag, svensk kvällstidning.[1]
- 18 maj - The European, europeisk tidning.[1]

## Uppköp
- LTs förlag, svenskt bokförlag som köps av Natur & Kultur.

## Priser och utmärkelser
- 24 december - Wok är årets julklapp i Sverige.
- Sveriges Riksbanks pris i ekonomisk vetenskap till Alfred Nobels minne tilldelas amerikanen William F. Sharpe.

## Avlidna
- 4 april – C.R. Smith, 90, amerikansk företagsledare och handelsminister.

### Fotnoter
1. 1 2 3 4 5 6 7 8 9 10 11 12 13 14 15 16 17 18 19 20 21 22 23 24 25 26 27 28 29 30 31 32   Horisont 1990. Bertmarks